# Valencia del Ventoso
Valencia del Ventoso – gmina w Hiszpanii, w prowincji Badajoz, w Estramadurze, o powierzchni 99,19 km². W 2011 roku gmina liczyła 2158 mieszkańców.